# Акт запобігання агресії Росії 2014
Акт попередження агресії Росії 2014 S.2277 (англ. S.2277 - Russian Aggression Prevention Act of 2014) — законопроєкт, винесений 1 травня 2014 року на голосування в Конгрес США, що передбачає інструменти протидії, головний з яких — надання Україні, Грузії та Молдові спеціального статусу ключових союзників США поза блоком НАТО.
Крім загального статусу союзників США, що гарантує Україні «допомогу в безпеці від НАТО і США», документ передбачає надання Україні прямої військової допомоги на $ 100 млн в 2014 році. У цю суму включено протитанкове і зенітне озброєння, стрілецьку зброю, а також все необхідне спорядження, залежно від потреб України.

## Положення
«Президент уповноважений забезпечити Україну всім необхідним для потреб Збройних Сил України», — йдеться в акті.
Серед необхідного згадується:
- Протитанкову зброю і боєприпаси;
- Зенітну зброю і боєприпаси;
- Командну зброю;
- Стрілецька зброя і боєприпаси, включаючи пістолети, автомати, гранати, кулемети і снайперські гвинтівки;
- Захищені транспортні засоби;
- Високорухомі багатоцільові колісні транспортні засоби;
- Надувні човни;
- Бронежилети;
- Пристрої контролю за вогнем, шукачі діапазону, оптичні прилади, контрольно-вимірювальні прилади;
- Вибухові засоби, обладнання для виявлення саморобного вибухового пристрою;
- Обладнання для виявлення мін;
- Прилади хімічного, біологічного, радіаційного, ядерного виявлення, і обладнання для захисту від вищезгаданого;
- Комунікації, логістичне обладнання, медичне обладнання, спеціалізоване обладнання, та інші засоби захисту, послуги та навчання, яке запрошував уряд України.

Акт також передбачає передачу Україні даних розвідки США.

## Процедура прийняття
Парламентом США було прийнято у двох читаннях законопроєкт S.2277 про визнання України союзником США, що дозволяє захищати її так само, як тоді, коли б вона була членом НАТО.[джерело?] Аналогічні угоди у Сполучених Штатів діють з Тайванем і Південною Кореєю, завдяки чому вони успішно уникають атак з боку Китаю і КНДР відповідно.